# Konjeniški portret grofa Stanislava Potockega (David)
Konjeniški portret grofa Stanislasa Potockega (poljsko Portret konny Stanisława Kostki Potockiego) je slika olje na platnu, ki jo je dokončal francoski neoklasicistični slikar Jacques-Louis David leta 1781. Konjeniški portret velikega merila prikazuje poljskega politika, plemiča in pisatelja obdobja razsvetljenstva, Stanisława Kostka Potockega. Umetnik prikazuje Potockega na konju in s pasom poljskega reda belega orla. Ko Potocki nagne klobuk v znak dobrodošlice gledalcu, se konj prikloni, v levem spodnjem kotu slike pa je videti lajanje psa.
Potocki se je z Jacquesom-Louisom Davidom prvič srečal v Italiji med umetnikovim velikim potovanjem v letih 1779–1780, čeprav o podrobnostih naročila portreta še vedno potekajo razprave. Nekateri zgodovinarji verjamejo, da ga je Potocki naročil neposredno leta 1780, medtem ko drugi menijo, da je delo naročil Ferdinand IV. Neapeljski, potem ko je Potocki nanj naredil vtis z ukrotitvijo divjega konja. Portret Potockega je bil prvič razstavljen na Pariškem salonu leta 1781 in pripeljan v Varšavo nekaj pred letom 1801. Tega leta je bilo delo preneseno v palačo Wilanów, ki je bila v poznem 17. stoletju prvotno zgrajena kot kraljeva palača za Jana III. Sobieskega in je bila v lasti družine Potocki od leta 1799. Leta 1805 je palača postala ena prvih javnih umetnostnih muzejev na Poljskem, ki prikazuje Davidov konjeniški portret grofa Stanislasa Potockega poleg ostale umetniške zbirke družine Potocki.
Sliko je decembra 1944 oplenila nacistična Nemčija in jo prepeljala v Nemčijo. Leta 1952 so sovjetski uradniki obvestili poljsko vlado (takrat Poljsko ljudsko republiko, ki se je pridružila Sovjetski zvezi), da je portret med številnimi drugimi deli iz zbirke Wilanów, ki jih je ZSSR vrnila po vojni. Leta 1956 je bila Davidova slika uradno vrnjena na Poljsko in postavljena v zbirko Narodnega muzeja v Varšavi. Leta 1990, po koncu komunistične vladavine na Poljskem, so jo prenesli nazaj v Wilanów in postavili na stalno razstavo. Konjeniški portret grofa Stanislava Potockega, ki je zdaj del državnega muzeja v palači kralja Jana III., je bil opisan kot ena od Davidovih mojstrovin in označuje vrnitev konjeniškega portretiranja v evropsko slikarstvo poznega 18. stoletja.

## Naročilo
Medtem ko so potovanja Potockega v Italijo med letoma 1779 in 1780 ter njegovo poznejše srečanje z Davidom dobro dokumentirana, natančne okoliščine naročila portreta ostajajo predmet znanstvenih razprav. Nekateri umetnostni zgodovinarji menijo, da je Potocki neposredno zahteval, da David naslika njegov portret nekje leta 1780. Katalog zbirke, ki ga je izdala družina Potocki leta 1834, omenja, da je bil »portret dokončan v Parizu po skici iz življenja v neapeljski jahalni šoli«.
To različico dogodkov je pozneje potrdil Davidov vnuk, Jacques-Louis-Jules David, ki je leta 1880 izdal album z naslovom Le peintre Louis David 1748–1825, ki je slavil umetnikov opus. Trdil je, da je Ferdinand IV. Neapeljski naročil sliko leta 1780, potem ko ga je Potocki obiskal v Neaplju. Po Jacquesu-Louis-Julesu je Potocki navdušil kralja z ukrotitvijo divjega konja med lovskim izletom, zaradi česar je Ferdinand od Davida zahteval konjeniški portret. Zaradi tega so nekateri učenjaki verjeli, da je David začel slikati delo v Rimu leta 1780, preden ga je dokončal v Parizu leta 1781 in ga istega leta razstavil na Pariškem salonu, uradni umetniški razstavi, ki so jo organizirali člani Kraljeve akademije za slikarstvo in kiparstvo (Académie royale de peinture et de sculpture). V 1960-ih je poljski umetnostni zgodovinar Andrzej Ryszkiewicz izpodbijal to pripoved in trdil, da ni zgodovinskih dokazov, ki bi potrdili, da se je srečanje med Davidom in Potockim leta 1780 v Neaplju sploh zgodilo.
Medtem ko je Ryszkiewiczeva trditev vplivala na umetnostnozgodovinske raziskave o izvoru dela v naslednjih desetletjih, je konservatorsko poročilo iz leta 2019 Muzeja palače kralja Jana III. v Wilanówu potrdilo verodostojnost izjave Davidovega vnuka. Poročilo je analiziralo rentgenske posnetke izvirne slike in zgodnji model kompozicije – pripravljalno študijsko risbo, za katero so sprva verjeli, da je skica iz 19. stoletja. Risba prikazuje Potockega, okrašenega s trakom reda svetega Stanislava, podeljenega leta 1780, in ne s poljskim redom belega orla, ki ga je prejel leta 1781. Te ugotovitve so raziskovalce pripeljale do zaključka, da je risba iz leta 1780 izvirno delo Davida, ustvarjeno v Neaplju. Poleg tega so rentgenski žarki izpostavili rdečo barvo pod obstoječim modrim trakom, kar je še dodatno utemeljilo idejo, da je bila prvotna zasnova slike namenjena predstavitvi reda sv. Stanislava.

## Analiza

### Opis
David upodablja Potockega na konju ob sivi steni, na vrhu katere sta postavljena dva klasična stebra. Umetnostni zgodovinar Antoine Schnapper ugotavlja, da bi prisotnost slame pod konjskimi kopiti lahko nakazovala stabilno okolje, medtem ko bi 'veličastna arhitektura' v ozadju morda namigovala na namišljeno ali idealizirano ozadje. Potocki je upodobljen brez plašča in le modri pas poljskega reda belega orla, najvišjega civilnega reda v državi, označuje njegov čin. Oblečen je v tisto, kar je Palmer označil za »najboljša« oblačila: rumene hlače in belo srajco. Potocki je viden, kako odstranjuje klobuk v prisrčnem pozdravu gledalcu, medtem ko konj spušča glavo. V spodnjem levem kotu je mogoče opaziti psa, ki laja na konja.

### Vplivi in štipendija
Portret je bil opisan kot ena od Davidovih mojstrovin in označuje vrnitev v ospredje konjeniškega portretiranja v evropskem slikarstvu poznega 18. stoletja. Umetnostni zgodovinar Lorenz Eitner ugotavlja vpliv dveh flamskih baročnih slikarjev iz 17. stoletja, Petra Paula Rubensa in Anthonisa van Dycka, na Davidov portret iz leta 1781, in trdi, da slika »ponuja slutnjo načina, na katerega je [David] pozneje obravnaval moderne, nacionalne teme«. Po mnenju Antoina Schnapperja slika spominja na van Dyckov konjeniški portret Thomasa Francisa, princa Carignanskega iz leta 1634, katerega skico je David dokončal, preden je naslikal poljskega plemiča.
Schnapper prav tako sklepa, da 'konjski sprednji del' ustreza fragmentu tapiserije iz 17. stoletja, ki ponazarja zgodbo Publija Decija Musa, rimskega konzula iz 4. stoletja pred našim štetjem, znanega po tem, da se je žrtvoval med drugo latinsko vojno. Tapiserijo, oblikovano po kompoziciji, ki jo je Rubens prvotno naslikal leta 1618, je David kopiral nekje pred letom 1780 in jo pozneje razstavili v Louvru. Na pomen Rubensa opozarja tudi ameriški umetnostni zgodovinar Robert Rosenblum, ki je konja na portretu Potockega opisal kot »Rubensovega žrebca«. Francoska poznavalka umetnosti 18. stoletja Charlotte Guichard pri preučevanju formalnih kvalitet kompozicije izpostavi netipično postavitev umetnikovega podpisa na zlati ovratnici psa v spodnjem levem kotu slike. Predlaga, da z »dinamičnim prodorom v prostor reprezentacije Davidovo bleščeče ime zasije, pritegne svetlobo in gledalčevo pozornost«.
Znanstveniki so obravnavali tudi politični odmev slike. Po Palmerjevem mnenju bi portret morda simboliziral »predrevolucionarno razpravo« o tem, ali je bilo plemstvo »nadrejeno zgolj po krvi ali tudi po umu«. Zgodovinar Larry Wolff, ki analizira vzhodnoevropsko reprezentacijo v zahodni umetnosti poznega 18. stoletja, meni, da je motiv jahanja namigoval na »ukrotitev in vprego« vzhodne Evrope v širšem smislu, podobno kot pri drugih umetninah iz 1780-ih. Opaža, da je »poljski plemič, ki jezdi na popolnoma uravnovešenem, močno mišičastem konju, s pokorno sklonjeno glavo pod dramatično grivo« upodobljen z veliko disciplino. Poleg tega francoski umetnostni zgodovinar Philippe Bordes postavlja sliko poleg Davidovih drugih sodobnih portretov uglednih družbenih osebnosti – vključno z upodobitvijo francoskega kemika Antoine-Laurenta Lavoisiera in njegove žene Marie-Anne Pierrette Paulze iz leta 1788 –, ki jo je ustvaril umetnik, za katerega trdi, da je bil »odločen uporabiti svoj talent za vzpon po družbeni lestvici«.

## Sprejem in lastništvo

### Pariški salon (1781)
V svoji biografski študiji o umetniku iz leta 1930 je umetnostni zgodovinar Richard Cantinelli zapisal, da je David začel delati na Konjeniškem portretu grofa Stanislava Potockega v Rimu in odpotoval v Pariz 17. julija 1780. V Parizu je dokončal sliko in jo prikazal na Salonu leta 1781. Razstava je bila prvenec v Davidovem salonu in portret Potockega je bil prikazan poleg Belizarja, ki prosi za miloščino, Svetega Roka, ki posreduje pri Devici za prizadetega s kugo, Patroklovih pogrebnih iger in kompozicije z naslovom Ženska, ki doji svojega otroka, ki jih je vse pohvalil francoski razsvetljenski filozof in ugledni pisatelj Denis Diderot. Ko je govoril o portretu Potockega, je Diderot izpostavil Davidovo svetlo barvno paleto, ki je bila v nasprotju z zgodovinskimi slikami, ki jih je umetnik dokončal v istem obdobju.
[David] kaže veličasten način v vsem, kar počne. Ima dušo, njegove glave so izrazne brez naklonjenosti, njegova drža je plemenita in naravna, riše, zna urediti draperijo in narediti lepe gube, njegova barva je lepa (...)— Denis Diderot, 1781
Čeprav je Belizar prosi za miloščino prejel največje pohvale sodobnih kritikov, je bil Konjeniški portret grofa Stanislasa Potockega od takrat opisan kot ena od slik, ki so »zacementirale Davidov uspeh«. Davidov prvenec na Salonu leta 1781 se je izkazal za pomemben umetniški mejnik in ga je pomagal uveljaviti kot »najobetavnejšega slikarja naraščajoče generacije«. Po razstavi v Parizu je bil portret poslan v Varšavo, čeprav natančna časovnica njegovih premikov ostaja negotova. Obstoječi zapisi kažejo, da je bil 5. decembra 1801 prenesen v palačo Wilanów, nekdanjo kraljevo rezidenco blizu Varšave, ki je bila v lasti Potockega. Baročno palačo in njene spremljajoče vrtove, prvotno zgrajene za kralja Jana III. Sobieskega in njegovo ženo Marie Casimire Louise de La Grange d'Arquien v letih 1681–1696, je leta 1778 podedovala Izabela Lubomirska, sestra žene Potockega Aleksandre.

### Kasnejša leta (1781–1939)
Lastništvo Wilanówa je bilo leta 1799 preneseno na Potockega, ki je zbral pomembno zbirko evropske in vzhodnoazijske umetnosti. Davidov portret Potockega je bil postavljen na vzhodno steno Velike dvorane (danes znane kot Bela dvorana) palače. leta 1805 je bila zbirka uradno odprta za javnost in je tako postala eden prvih javnih umetnostnih muzejev na Poljskem. Leta 1831 je bil portret Potockega zaradi bojazni pred morebitnim ruskim ropanjem zaradi novembrske vstaje – oborožene vstaje, ki je izbruhnila 29. novembra 1830 proti okupacijskemu Ruskemu imperiju – premeščen v Varšavo na varno hrambo, kjer je ostal do leta 1834.
Do leta 1864 je bil na ogled javnosti v palači, nato pa so ga preselili v zasebne prostore, da bi postal del družinske zbirke portretov Potockih, ki jo je sestavil August Potocki, Stanisławov vnuk. Leta 1877 je Aleksandra Potocka, Avgustova vdova, izdala ilustrirani katalog zbirke Wilanów, ki je vključeval reprodukcijo Davidovega portreta Stanislava Kostke Potockega. Lastništvo nad palačo in zbirko je nato leta 1892 prešlo v last družine Branicki. Leta 1913 je bila predstavljena na Davidovi retrospektivi z naslovom David et ses Eleves v Petit Palais v Parizu. Leta 1932 je bil portret skupaj s številnimi drugimi Davidovimi deli prikazan na razstavi francoske umetnosti 1200–1900, obsežni pregledni razstavi francoske umetnosti skozi sedem stoletij, organizirani na Kraljevi akademiji umetnosti v Londonu. Leta 1937 je bila razstavljena na razstavi Internationale des Arts et Techniques dans la Vie Moderne v Parizu.

### Druga svetovna vojna in njene posledice
Leta 1944, med drugo svetovno vojno, so nacistične sile izropale Konjeniški portret grofa Stanislasa Potockega. Po ohranjenih zapisih je sliko decembra 1944 ukradla skupina pod vodstvom generala Wehrmachta Eberharda Kinzela, ki jo je najprej prepeljala v Świdnico in nato v Nemčijo.(str.396) Med razstavo ob dvestoletnici Jacques-Louisa Davida v Parizu leta 1948 je umetnostni zgodovinar Douglas Cooper opisal portret. Potockega kot enega od »pomembnih del«, ki manjkajo na razstavi. Leta 1952 so sovjetske oblasti obvestile poljsko vlado (takrat Poljsko ljudsko republiko, ki se je pridružila ZSSR), da so pridobile številna dela iz zbirke Wilanów kot del njihove širše povojne restitucijske kampanje, ki je zajela vso Nemčijo. Po besedah Stanisława Lorentza, ki je bil takrat direktor Narodnega muzeja v Varšavi, je bil začetni sklop del repatriiran istega leta na Poljsko. Preostala dela, ki so vključevala Davidov portret  in Jana Matejka Stańczyk iz leta 1862, med številnimi drugimi slikami in deli na papirju, so bila vrnjena med uradno slovesnostjo v muzeju Ermitaž v Sankt Peterburgu (takrat Leningrad) leta 1956.
Kasneje je bil portret postavljen v zbirko Narodnega muzeja v Varšavi. Leta 1990, po padcu komunizma na Poljskem, je bilo delo preneseno nazaj v Wilanów, ki je bil takrat del Narodnega muzeja v Varšavi, in postavljeno na ogled javnosti. Leta 1995 je palača postala neodvisen nacionalni muzej, leta 2013 pa se je preimenovala v Muzej palače kralja Jana III. v Wilanówu. Leta 2016, po obsežnem konzerviranju, je bila slika premaknjena iz Severne dvorane v Belo dvorano, njeno prvotno lokacijo v zgodnjih 19. stoletjih, kjer je Davidova slika na ogled od aprila 2023.